# Josef Štefan Kubín

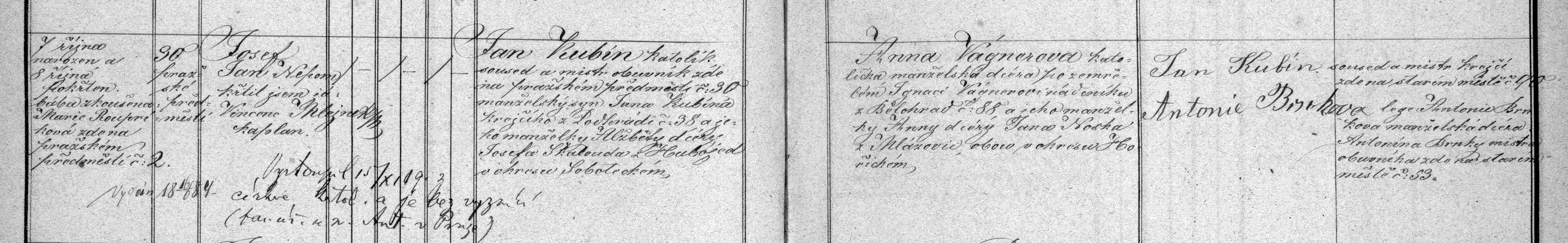
J. Š. Kubín, záznam o narození a křtu

Josef Štefan Kubín (7. října 1864 Jičín – 31. října 1965 Praha) byl středoškolský učitel, folklorista, sběratel lidových vyprávění a pohádek, etnograf, dialektolog, literární publicista a spisovatel.

## Život

### Mládí a studia
Narodil se v Jičíně, jako syn obuvnického mistra Jana Kubína (1832–1921) a jeho manželky Anny, rozené Vágnerové (1823–1891). Měl starší sestru Annu (1862–1934, provdaná Krupková). V Jičíně prožil dětství a absolvoval gymnázium (1875–1884). Po maturitě začal studovat v Praze medicínu, po roce však přestoupil na filozofickou fakultu, kterou dokončil v roce 1890.

### Pedagog
Jako středoškolský profesor češtiny, francouzštiny a němčiny vyučoval v Kutné Hoře (1891–1892), Českých Budějovicích (1892–1902), Jičíně (1902–1909) a Mladé Boleslavi (1909–1911). Na pražském gymnáziu v Truhlářské ulici působil v letech 1911–1925.
V době pedagogické praxe se literární tvorba Josefa Štefana Kubína neomezovala jen na učební pomůcky (jazykové učebnice a slovníky). Po odchodu z Prahy se soustředil na systematický sběr lidových písní a na zápisy lidových pohádek, pověstí a veselých příběhů. Texty zaznamenával především v Kladsku a Podkrkonoší. Byly uspořádány podle vypravěčů a vesnic a doplněny charakteristikami vypravěčů.

### Soukromý život
Josef Štefan Kubín byl ženat dvakrát. S první manželkou, Růženou rozenou Ždichyncovou (1875) se oženil 4. 9. 1893 v Českých Budějovicích, kde byl v té době profesorem. Manželství bylo soudně rozvedeno v roce 1909. Synové Vlastimil a Milan (narozeni 1894 a 1895) žili po rozvodu s matkou v Jičíně, s otcem se ale stýkali.
S druhou manželkou Augustinou, rozenou Žaloudkovou (1883), se Josef Štefan Kubín seznámil během svého působení v Mladé Boleslavi. Když v roce 1911 získal profesorské místo v Praze, Augustina ho následovala a 12. června 1912 se jim narodila dcera Vlasta. I když bylo jeho předchozí manželství rozloučeno, nesměl se jako katolík znovu oženit. Svatba s Augustinou se proto konala až po Kubínově vystoupení z římskokatolické církve, 4. listopadu 1919 (civilní sňatek v Praze); manželé spolu prožili přes padesát let.

#### Kontroverze pozdních let

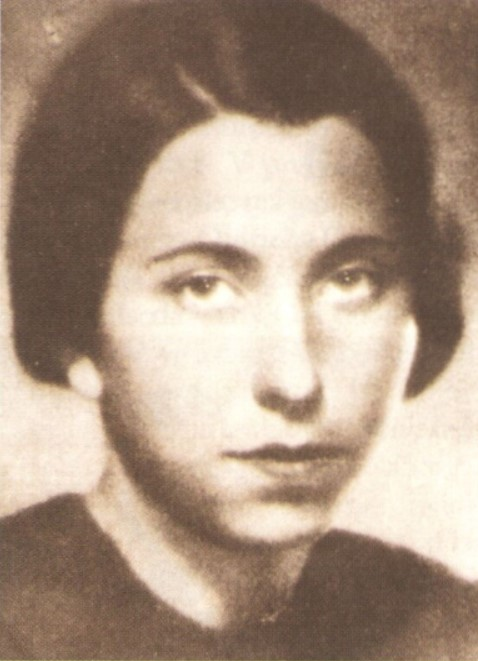
Vlasta Kubínová, dcera Josefa Štefana Kubína

Jako sběratel folkloru a spisovatel byl Josef Štefan Kubín oprávněně uznáván a oslavován. Jeho pozdní soukromý život byl ale též poznamenán skvrnami, které nebyly dlouho všeobecně známy.
Ve svých vzpomínkách Kubín udával, že spálil podklady k hlučínským lidopisům proto, že když byla dcera Vlasta pro odbojovou činnost zatčena a v jeho zápisech bylo mnoho protiněmeckých poznámek, slídily u něj podezřelé osoby. Při tom zamlčoval, že Popis hlučínské moravčiny k vydání nabídl, ale v roce 1940 byl pro nedostatek finančních prostředků zamítnut.
Dcera Vlasta (12. června 1912 Praha – 24. června 1942 věznice Waldheim (Sasko)) byla jako členka ilegální komunistické strany pro odbojovou činnost (tisk a šíření letáků) na podzim 1940 zatčena. Nebyla, jako důležitější členové buňky, odsouzena k trestu smrti, ale uvězněna. Ve vězení zemřela na záškrt. Podle osobní korespondence manželky Alžběty se po zatčení Kubín natolik bál, že dceři nepsal, nesnažil se jí pomoci ani ji nenavštívil. Telegram o Vlastině úmrtí manželce zatajil a ukázal jí ho až 30. června 1942, po návratu ze společného výletu do Prachovských skal. Když ale v roce 1948 manželka získala příspěvek na exhumaci a převoz dceřiných ostatků, vedlo její samostatné jednání ke konfliktu mezi manželi, v jehož důsledku Kubín odmítl dále platit manželčin pobyt na zámku v Dobříši (ten tehdy sloužil československým spisovatelům).
Zdeněk Rubeš, který tyto souvislosti v archivech zjistil, uvedl v časopise Tvar i další negativní epizody z posledních dvaceti let Kubínova života, jako spisovatelův vztah k penězům (který autor článku nazval hamižností) a tvorba pozdních děl přisluhujících komunistickému režimu.

### Odchod „na odpočinek“
Josef Štefan Kubín ukončil pedagogickou dráhu v roce 1925. Vzhledem k jeho dlouhověkosti se však jednalo o počátek periody intenzivní tvorby a publikování. V tomto období (do roku 1948) vznikla také jeho nejdůležitější díla – pentalogie Jivínské rapsodie, Zlatodol pohádek a další. Na rozdíl od dvacátých let jsou jeho dětské pohádkové knihy pojaty s vyšším podílem autorství, nejednalo se již jen o převod folklórních textů do literárního jazyka.

### Závěr života
Po únorovém převratu v roce 1948 patřil Josef Štefan Kubín mezi spisovatele, které si tehdejší režim oblíbil a veřejně oceňoval (viz níže „Ocenění“) a on sám se stal v roce 1949 členem KSČ. Jeho starší díla, zejména pohádky, byla často vydávána. Autor se snažil vyhovět požadavkům doby, například verši o suezské krizi, zveřejněnými v Rudém právu nebo verši zesměšňujícími západoněmeckého kancléře Adenauera. Protipapežské satiry Žíhavky vatikánské publikovány nebyly.
Zemřel v Praze ve 101 letech. Byl pochován ve vyšehradském Slavíně. Jeho osobní fond je uložen v Památníku národního písemnictví.

## Dílo
Pro původní dílo Josefa Štefana Kubína je charakteristický svérázný jazyk, nářeční slova, příměry a pořekadla, předjímající styl Vladislava Vančury, Jaromíra Johna, Jana Drdy, Václava Čtvrtka či Bohumila Hrabala.

### Časopisy
Příspěvky Josefa Štefana Kubína se objevují v časopisech Květy, Malý čtenář, Lumír zhruba od počátku 20. století. Přispíval i do deníků Národní politika a Lidové noviny. Po druhé světové válce byly jeho příspěvky tištěny v Rudém právu, Literárních novinách, Svobodném slovu, Dikobrazu aj.

### Folklor, pohádky (sebrané a umělé)
(První vydání, výběr)
- Povídky kladské (vydala Společnost národopisného musea českoslovanského, Praha, 1908–1910)
- Lidomluva Čechů kladských, příspěvek k české dialektologii (vydala Česká akademie císaře Františka Josefa pro vědy, slovesnost a umění, Praha, 1913)
- Pohádky z Kladska (vydal P. Plaček, Pacov 1916)
- České Kladsko (vydal Československý cizinecký úřad, Praha, 1919)
- Lidové povídky z českého Podkrkonoší. Podhoří západní (vydala Česká akademie věd a umění, Praha, 1922–1923 Zobrazení exemplářů s možností jejich objednání
- V moci kouzla (původní pohádky z Podkrkonoší, ilustr. Art. Scheiner, vydaly Českomor. podniky tisk. a vyd., Praha, 1923 nebo 1924)
- Dárek od pohádky (ilustrace Artuš Scheiner, vydaly Českomor. podniky tisk. a vydav., Praha, 1924 nebo 1925)
- V čarodějném kole (ilustroval Jiří Trnka, vydal J. Otto, Praha, 1941)
- Zlatodol pohádek (souborného vydání pohádek díl 1, vydala Mladá fronta, Praha, 1948)
- Zlatodol pohádek (souborného vydání – umělých pohádek] díl 2, vydala Mladá fronta, Praha, 1949)
- Princezna Pohádka (k 10. výročí svého založení vydalo SNDK - Státní nakladatelství dětské knihy, n.p., v Praze roku 1959, se 103 ilustracemi v textu a s 11 přílohami vytiskl Orbis, n.p., v Praze, 2. vydání, v SNDK první)

### Vlastní próza
(První vydání, výběr)
- Kudrlinky (kniha českého humoru, ilustrace a obálka Josef Čapek, vydal Max Forejt, Praha, 1928)
- Hrozná chvíle (jivínské rapsodie I., vydala Družstevní práce, Praha, 1941)
- Blesky nad hlavou (jivínské rapsodie II., Družstevní práce, Praha, 1942)
- Srdce v bouři (jívinské rapsodie III., vydal Fr. Borový, Praha 1944)
- Kudrnaté povídky (ilustroval a obálku navrhl Jaroslav Fišer, vydal Kvasnička a Hampl, Praha, 1946)
- S kytkou za kloboučkem (Obálka, ilustrace, vazba: Karel Müller, vydal Tisk, Zlín, 1946)
- Stíny jdou za námi (nové jivínské rapsodie IV., vydal Fr. Borový, Praha, 1946)
- Divoké přeháňky (jívinské rapsodie V., vydala tiskárna Muller a spol. Trutnov, 1948)

### Překlady a jazykové učebnice
(První vydání, výběr)
- Píseň o Rolandu"" (přeložil Josef Kubín, vydal J. Otto, Praha, 1892?)
- Poznámky a slovníček k francouzským pohádkám (sestavil Josef Kubin, vydal Emil Šolc, Praha, po r. 1900)
- Morceaux choisis de prose française (výbor francouzské prosy pro střední školy české s poznámkami a slovníčkem, vydal Emil Šolc, Telč, 1901)
- Nový kapesní slovník francouzsko-český a česko-francouzský (Nouveau dictionnaire manual français-tchèque et tchèque-français, vydal Lorenz, Třebíč, 1902 a 1905)
- Contes populaires français (pohádky, pro střední školy české s poznámkami a slovníčkem, Knihkupectví a nakladatelství Emila Šolce, Telč, 1906)
- Premier (Deuxième) cours de leçons françaises composé pour l’instruction des étudiants tchèques, Vocabulaire français-tchèque (vydala Unie, Praha, 1908 a 1906)
- A. Assolant: Slavný Honza (přeložil J. Kubín, ilustroval F. Horník, vydal Jos. R. Vilímek, Praha, 1911)
- Praktická škola francouzská; parlez vous français (vydal Jindřich Lorenz, Třebíč, 1920)
- Slovník slovenskočeský (diferenciální) (vydala Česká grafická Unie, Praha, 1920)
- Kniha pohádek pro dospělejší mládež (z různých jazyků vybral a přel. Jos. Š. Kubín, ilustrace Josef Lada, vydala Unie, Praha, 1924)

### Filmografie
Podle děl Josefa Štefana Kubína (především pohádek) byla natočena řada filmových povídek, televizních inscenací a seriálů. Převážně se jednalo o animované filmy.

## Ocenění

### Za života
- Jeho odborná i literární práce byla oceněna francouzským ministerstvem školství za jazykové publikace o francouzštině, slovníky, učebnice, konverzační příručky a výbory spisovatelů.
- V roce 1934 se stal za vědecké zásluhy členem Královské české společnosti nauk[13]
- V roce 1946 se stal členem České akademie věd a umění, v roce 1958 čestným členem Národopisné společnosti
- V roce 1962 prvním čestným členem mezinárodní společnosti International Society for Folk Narrative Research.
- Titul zasloužilý umělec obdržel v roce (1954), Řád práce 1962 a národní umělec při příležitosti stých narozenin v roce 1964[3]

### Posmrtně
- Ulice a mateřská školka Josefa Štefana Kubína jsou v Jičíně
- Ulice Kubínova je v Praze, Ostravě, Litoměřicích, Příboru a České Vsi
- Je pochován ve vyšehradském Slavíně

## Zajímavost
Pokřtěn byl jmény Josef Jan Nepomucký. Druhé křestní jméno Štefan začal používat až po vzniku Československa, na počest druhého národa; tehdy se rozhodl, že přijme jméno od prvního Slováka, se kterým se seznámí. Podle Kubínových vzpomínek jím byl podomní obchodník Štefan Uherka.
Jako připomínka se uděluje každoročně ocenění za pozoruhodný kulturní počin na území jičínského okresu, nazvané Jivínský Štefan. Cenou je dřevěná soška, kterou vytvořili Renata a Martin Lhotákovi. Uděluje se každoročně 25. února za počin uplynulého roku a za dlouhodobé zásluhy.